# Martin Hiberniensis
Martin Hiberniensis of Martin van Laon (819-875) was een Ierse historicus die samen met  Johannes Scotus Eriugena, een beroemde 9e-eeuwse Ierse filosoof, aanwezig was op school van de kathedraal van Laon. 